# 담보 인정 비율
담보 인정 비율(영어: Loan-To-Value ratio 또는 LTV)은 은행 등 대출기관(lender)에서 돈을 빌려줄 때 담보가 되는 자산(asset)의 가격에 대비하여 인정해 주는 대출(loan)의 비율을 말하는 금융 용어(financial term)이다. 금융기관은 대출채권에서 부도가 발생될 시 담보자산을 처분하여 대출채권 상환에 충당하고 대출채권 상환에 부족분이 발생하지 않도록 일정의 담보인정비율 이내에서 담보대출을 취급하고 있다. 흔히 주택담보대출비율이라고도 한다. 대출자 입장에서는 주택 등 담보물 가격에 대비하여 최대한 빌릴 수 있는 금액의 비율이라고 생각할 수 있다. 예를 들어 대출자가 시가 2억원 주택을 담보로 최대 1억원까지 대출할 수 있다면 LTV는 50%이다.

현재 담보가가 아무리 높다고 하더라도 15억 이상의 아파트는 초고가 아파트로 분류되어 주택담보대출 자체가 제한이 된다.

## 같이 보기
- 담보
- 모기지
- 총부채상환비율(DTI)